# Birger Nilsson (Grip)
Birger Nilsson (Grip), född på 1490-talet, död 15 mars 1565, var ett svenskt riksråd och friherre till Vinäs. Han var son till Nils Bosson (Grip) och Anna Trolle. Han gifte sig med Brita Joakimsdotter Brahe (dotter till Joakim Brahe) den 6 juli 1533.

## Biografi
Birger Nilsson var i början en av Kristian II:s anhängare, men försonade sig 1524 med Gustav Vasa, och skickades 1531 att hämta konungens första gemål, från vilken tid han nämnes som riksråd. Samma år blev han ståthållare i Småland och kallas flera år (såsom 1553 och 1559) hövitsman i Kalmar. 1555 utnämndes han till en av överstarna för krigsfolket vid Viborg och blev 1556 tillika ståthållare där. Hos Gustav Vasa åtnjöt han stort förtroende, och blev dubbbad till riddare 1528, varför han även brukades i en mängd olika uppdrag. Vid Erik XIV:s kröning 1561 upphöjdes han till friherre.
Tillsammans ägde paret gods i Småland, Närke, Uppland, Västergötland, Östergötland och Västmanland. En av deras huvudgårdar var Vinäs men också Tärnö i Husby-Oppunda.
Begravd i Västra Eds kyrka, men av olika anledningar finns en oanvänd gravsten över Birger Nilsson (Grip) och hans hustru vid Gumlösa kyrka i Skåne.

### Familj
Birger Nilsson gifte sig 1533 i Söderköping med Brita Joakimsdotter Brahe, dotter till Joakim Brahe och Margareta Eriksdotter (Vasa). De fick tillsammans barnen riksrådet Nils Birgersson (Grip) (1535–1592/1594), Klara Birgersdotter (Grip) (1536–1566) som var gift med riddaren Jöns Bonde, Margareta Birgersdotter (Grip) (1538–1586) som var gift med riddaren Erik Månsson (Natt och Dag), Joachim Birgersson (Grip) (1539–1569), riddaren Bo Birgersson (Grip) (1540–1569), Ädelgård Birgersdotter (Grip), Beata Birgersdotter (Grip), Anna Birgersdotter (Grip), Cecilia Birgersdotter (Grip), riksrådet Morits Birgersson (Grip) (1547–1591), Elisabet Birgersdotter (Grip) (död 1624) som var gift med riddaren Anders Keith och Ture Birgersson (Grip).